# Damernas hopp i gymnastik vid olympiska sommarspelen 1984
Damernas hopp i gymnastik vid olympiska sommarspelen 1984 avgjordes den 30 juli-1 augusti i Los Angeles.

## Medaljörer
| Gren          | Guld                     | Silver              | Brons                   |
| Damernas hopp | Ecaterina Szabó Rumänien | Mary Lou Retton USA | Lavinia Agache Rumänien |

## Resultat
| Placering | Gymnast                | C     | O      | Kval  | Final | Totalt |
| --------- | ---------------------- | ----- | ------ | ----- | ----- | ------ |
|           | Ecaterina Szabó (ROU)  | 9,900 | 10,000 | 9,950 | 9,925 | 19,875 |
|           | Mary Lou Retton (USA)  | 9,900 | 10,000 | 9,950 | 9,900 | 19,850 |
|           | Lavinia Agache (ROU)   | 9,900 | 9,900  | 9,900 | 9,850 | 19,750 |
| 4         | Tracee Talavera (USA)  | 9,800 | 9,900  | 9,850 | 9,850 | 19,700 |
| 5         | Zhou Ping (CHN)        | 9,900 | 9,750  | 9,825 | 9,675 | 19,500 |
| 6         | Brigitta Lehmann (FRG) | 9,700 | 9,800  | 9,750 | 9,675 | 19,425 |
| 6         | Kelly Brown (CAN)      | 9,800 | 9,600  | 9,700 | 9,725 | 19,425 |
| 8         | Chen Yongyan (CHN)     | 9,900 | 9,750  | 9,825 | 9,475 | 19,300 |